# La Banqueta (revista)
|  | Per a altres significats, vegeu «La Banqueta». |

La Banqueta és una publicació periòdica de divulgació ciutadana de la ciutat de Lleida, fundada el 1982 pel llavors regidor de cultura Jaume Magre. Es tracta d'una col·lecció de publicacions de petit format, que tracten de manera senzilla i breu diversos aspectes de la vida cultural lleidatana, sobretot del segle xx. Malgrat presentar un ritme de publicació irregular, aquesta col·lecció encara és viva, i habitualment ha estat la plataforma de divulgació de treballs sensiblement extensos — fins i tot tesis de llicenciatura o tesis doctorals— elaborats per investigadors lleidatans. El ventall de lectors potencials als quals s'adrecen aquests quaderns és significativament ampli. La publicació situa els focus sobre un conjunt d'especialistes i investigadors, sovint força joves en el moment de publicar el quadern del qual s'encarreguen. D'aquesta manera, aquesta col·lecció presenta dues clares bondats: per una banda, la difusió del coneixement local entre la població; per l'altra, la possibilitat de donar veu al treball realitzat per les elits culturals locals, ja majoritàriament desvinculades del treball localista i amateur. El 2016 s'havien publicat uns quaranta números de la publicació.

## Història
Ja el primer número, incloïa la tesi de llicenciatura de Frederic Vilà sobre l'arquitecte Francesc de P. Morera. Tot i la brevetat d'aquesta obra, s'entreveu com Vilà no només feu una meritòria tasca biogràfica i de buidat documental, sinó que revisà la producció de Morera des d'un punt de vista crític, que posa en relleu l'ambivalència estètica de l'arquitecte, a qui lleva, sense desmerèixer, la condició d'arquitecte modernista per definició.
El tercer número de “La Banqueta” el signa Esther Ratés, qui de manera semblant a Vilà, posa a disposició del públic general l'essència del treball exposat en la seva tesi de llicenciatura i en la que fou la seva tesi doctoral, ambdues centrades en la descripció del panorama artístic de la ciutat de Lleida entre 1930 i 1980. Ja en aquesta publicació, Ratés posa l'accent en la manca de documentació i bibliografia disponible en matèria d'historiografia de l'art a Ponent i, succintament, fa una revisió de caràcter biogràfic del panorama pictòric lleidatà del darrer mig segle. L'autora realitza un itinerari cronològic, i realitza una senzilla ordenació del corpus d'artistes tot diferenciant per una banda els que ells anomena “pioners” (Morera, Gili Roig, Gosé, Viladrich, etc.) dels representants de la incipient avantguarda de preguerra; i per l'altra, identifica clarament el Grup Cogul com un element diferenciat en l'art del temps de la postguerra i la transició. El recorregut, lineal i focalitzat exclusivament en la ciutat de Lleida, dedica bona part del text a presentar biografies dels artistes protagonistes, a més d'un recull de les obres i dels esdeveniments més importants.
A diferència dels citats anteriorment, el següent quadern de “La Banqueta” a destacar no és una condensació de textos de recerca previs, sinó que és un quadern escrit a quatre mans, entre Josep Miquel Garcia i Dolors Sistac, on la voluntat de reconeixement i homenatge als artífexs de l'avantguarda lleidatana dels anys 30 és especialment visible. Publicat l'any 1987, Art o l'avantguarda a Lleida destaca especialment per la seva condició pionera en tant que estudi de caràcter monogràfic al voltant de la revista Art i el fenomen generat al seu voltant. Cadascun dels autors s'encarrega d'una secció diferenciada del text, d'acord amb la disciplina que cultiva: d'aquesta manera, Garcia és qui signa la descripció cronològica de la vida de l'avantguarda lleidatana des del 1930 fins l'esclat de la Guerra Civil, amb abundant aparell gràfic per acompanyar i donar consistència a les explicacions del text; mentre que Sistac rubrica un text de caràcter assagístic, que cerca mostres de surrealisme a la Lleida de preguerra, basant-se sobretot en l'anàlisi de la revista Art, especialment a nivell de continguts i llenguatge, però sense oblidar l'interessant treball a nivell formal i gràfic que presentava la publicació.
L'any 1990, “La Banqueta” apropà a la ciutadania una institució que, malgrat tenir més de 75 anys d'història, havia anat desapareixent de bona part de l'imaginari popular." És precisament perquè l'objectiu era tornar a apropar el Museu Morera a la població en general, de facilitar-ne la seva redescoberta tot viatjant a les circumstàncies que propiciaren la seva fundació i recorrent la seva història que el text s'imprimí en un quadern d'aquesta col·lecció. Val a dir que no només es tracta d'un repàs històric de la vida del Museu, sinó que és la primera monografia sobre aquest que veu la llum que, malgrat no ser exhaustiva ni definitiva, respon a una tasca de documentació important i esdevé una base sòlida per a futurs estudis sobre les vicissituds d'aquesta institució al llarg de la seva història.
Un parell d'anys després del quadern dedicat a Ricard Viñes, signat per Montserrat Bergadà, Màrius Bernadó i Nina Gubisch-Viñes, ens trobem finalment amb el primer quadern de “La Banqueta” que tracta exclusivament sobre un artista plàstic. Es tracta del 23è volum, un treball de Josep Miquel Garcia dedicat a Xavier Gosé. De caràcter biogràfic, el text repassa el trajecte de la vida de Gosé, des dels seus primers passos a Llotja, marcats per la seva relació amb membres de la Colla del Safrà i per les vetllades a Els Quatre Gats, fins l'exposició pòstuma celebrada en homenatge a l'artista l'any 1915, aproximadament un any després de la seva mort. La manca de datació de bona part de l'obra de Gosé dificulta enormement la tasca d'ubicar-la al llarg de la seva vida i d'entendre aquesta a partir de la seva producció artística, de tal manera que en aquest quadern es va optar per ordenar el discurs a través dels llocs per on va passar l'artista (Lleida, Barcelona, París, Madrid…) i, sobretot, a través de les exposicions individuals més destacades que va protagonitzar. No per això es deixa de banda tot el treball que Gosé va realitzar per a la premsa, la moda i la publicitat, i la publicació es complementa amb una notable reproducció de la seva obra més destacada en aquest àmbit.
Finalment, un altre dels exemplars destacats d'aquesta col·lecció és precisament el darrer número, publicat a principis de 2011 com a obra pòstuma de l'artista Miquel Roig Nadal. Com és ben sabut, Roig Nadal no només es dedicava al dibuix i la pintura, sinó que la dansa era una de les seves passions, com també ho foren la recerca i l'acumulació de documentació sobre els aspectes més diversos de la història i la vida cultural de la ciutat de Lleida, a la qual professava un amor del qual en queden ja pocs representants. El darrer número de “La Banqueta” respon a aquesta última faceta de Roig Nadal, una veu més que autoritzada per presentar i elaborar la primera descripció i història del Xop-Bot, un cenacle artístic i filantròpic actiu al tombant del segle xx.